# 相澤莉乃
相澤 莉乃（あいざわ りの、1990年3月26日 - ）は、神奈川県横浜市出身の元ハンドボール選手。

## 経歴
東海大学時代は2009年に第10回女子ジュニアアジア選手権の日本代表U-20に選ばれた。
2010年は第17回女子ジュニア世界選手権の日本代表U-20に選出。
2011年は関東学生ハンドボール・春季リーグで優秀選手賞を受賞。秋季リーグでは特別賞を受賞した。
2012年に日本ハンドボールリーグのオムロンへ加入。背番号は「10」。同年はジャパンカップの日本代表（ロンドン五輪世界最終予選のメンバーを除いた代表）に選出された。
2013年は日韓定期戦の日本代表に選出。
2014年は第19回ヒロシマ国際ハンドボール大会の日本代表に選出。9月には第17回アジア競技大会の日本代表に選ばれ、銀メダルを獲得した。
2015年3月にアジア選手権の日本代表に選出。10月にはリオデジャネイロオリンピック・アジア予選の日本代表に選出された。2015-16年シーズンから背番号を「3」へ変更。
2016年はリオデジャネイロ五輪・世界最終予選の日本代表に選ばれた。
2018-19年シーズンは初となるベストセブン賞を受賞した。
2019年の社会人選手権後に現役引退を発表。

## 詳細情報

### 年度別成績
| 年       | チーム   | 試合 | フィールド 得点 | 率   | 7m  | 合計    | 警告 | 退場 | 失格 |
| -------- | -------- | ---- | --------------- | ---- | --- | ------- | ---- | ---- | ---- |
| 2012-13  | オムロン | 14   | 12/20           | .600 | 0/0 | 12/20   | 0    | 0    | 0    |
| 2013-14  | オムロン | 18   | 10/23           | .435 | 0/0 | 10/23   | 1    | 0    | 0    |
| 2014-15  | オムロン | 18   | 29/41           | .707 | 0/0 | 29/41   | 1    | 0    | 0    |
| 2015-16  | オムロン | 10   | 11/19           | .579 | 0/0 | 11/19   | 0    | 2    | 0    |
| 2016-17  | オムロン | 18   | 14/27           | .519 | 0/0 | 14/27   | 0    | 1    | 0    |
| 2017-18  | オムロン | 24   | 64/126          | .508 | 0/0 | 64/126  | 5    | 5    | 0    |
| 2018-19  | オムロン | 24   | 77/146          | .527 | 0/0 | 77/146  | 1    | 1    | 0    |
| JHL：7年 | JHL：7年 | 126  | 217/402         | .540 | 0/0 | 217/402 | 8    | 9    | 0    |

- 各年度の太字はリーグ最高

### タイトル・表彰

#### 日本ハンドボールリーグ
- ベストセブン賞：1回 (2018年)

### 記録

#### 日本ハンドボールリーグ
- フィールドゴール初得点：2012年9月15日、対北國銀行戦（小松総合体育館）[16]
- 通算200得点：2019年1月26日、対飛騨高山ブラックブルズ岐阜戦（金沢市総合体育館）[17]

### 背番号
- 10 (2012年 - 2015年)
- 3 (2015年 - 2019年)

## 代表歴

### 日本代表
- オリンピック予選 (リオデジャネイロ五輪アジア予選/世界最終予選)
- アジア選手権 (2015年)
- アジア競技大会 (2014年)
- ジャパンカップ (2012年)
- ヒロシマ国際大会 (2012年・2014年・2016年)
- 日韓定期戦 (2013年・2014年)
- 欧州遠征 (2019年)

#### 大会別成績
| 年     | 大会                  | 対戦国           | フィールド 得点 | 率   | 7m  | 合計 | 警告 | 退場 | 失格 |
| ------ | --------------------- | ---------------- | --------------- | ---- | --- | ---- | ---- | ---- | ---- |
| 2015年 | リオ五輪 アジア予選   | ウズベキスタン戦 | -               | -    | -   | -    | -    | -    | -    |
| 2015年 | リオ五輪 アジア予選   | 中華人民共和国戦 | -               | -    | -   | -    | -    | -    | -    |
| 2015年 | リオ五輪 アジア予選   | カザフスタン戦   | -               | -    | -   | -    | -    | -    | -    |
| 2015年 | リオ五輪 アジア予選   | 韓国戦           | -               | -    | -   | -    | -    | -    | -    |
| 2016年 | リオ五輪 世界最終予選 | チュニジア戦     | 2/3             | .667 | 0/0 | 2/3  | 0    | 0    | 0    |
| 2016年 | リオ五輪 世界最終予選 | オランダ戦       | 0/2             | .000 | 0/0 | 0/2  | 0    | 0    | 0    |
| 2016年 | リオ五輪 世界最終予選 | フランス戦       | 0/1             | .000 | 0/0 | 0/1  | 0    | 0    | 0    |

### 日本代表U-20
- ジュニア世界選手権 (2010年)
- ジュニアアジア選手権 (2009年)